# Ногербек, Алтынай Бауыржанкызы
Ногербек Алтына́й Бауыржанкызы (каз. Нөгербек Алтынай Бауыржанқызы) — казахская актриса театра и кино. Родилась в городе Алма-Ата 26 ноября 1976 года. Заслуженный деятель Казахстана (2011). Лауреат государственной премии Республики Казахстан (2018).

## Биография
Твёрдое решение пойти по стопам родителей Алтынай приняла в 15 лет, после просмотра спектакля о трагической любви «Козы Корпеш-Баян Сулу». 1983—1993 годы училась в Алматинской казахской средней школе № 12. Будучи студенткой Казахского государственного института театра и кино имени Т. Жургенова, Алтынай увидела сон, в котором играла Зарипу в спектакле «И дольше века длится день» вместе с Толеубеком Аралбаевым, исполнявшим роль Едигея. Она, действительно, сыграла впоследствии эту роль наяву, только с Болатом Ыбыраевым. 1993—1997 г. Казахский Государственный институт театра и кино им. Т. Жургенова (ныне КазНАИ им. Т. Жургенова). Факультет «Кино и ТВ», специальность «Актриса театра и кино». Мастерская профессоров Т. Жаманкулова, А. Сыгая. Дипломные спектакли: «Ромео и Джульетта» Шекспир. 2 роли: Няня, Леди Капулетти (трагедия); «Не всякому коту масленица» Н.Островский. Роль: Круглова Дарья Федосеевна (комедия). Диплом с отличием. Актриса высшей категории Казахского Академического Музыкально-Драматического театра им. К.Куанышбаева (г. Астана). Работает с 1997 года. Работает телеведущей в программе «Новости культуры»

## Фильмография

### Телефильмы
- Нуршахар (2005), документальный. Реж. К. Абенов (роль матери Н. Назарбаева)

### Кинофильмы
- Земля людей (2010). Реж. С. Тауекел (роль жены Кадыра).
- Войско Мын Бала (2012). Реж. А. Сатаев (роль матери Сартая)
- Сердце моё — Астана 2 часть «Часы» (2012). Реж. А. Голубев
- След на воде (2014—2016), сериал. Реж. Т. Теменов
- Так сложились звёзды (2016). Реж. С. Снежкин
- Дорога к матери (2016). реж. А. Сатаев (роль Мариям, матери Ильяса)
- Золотая Орда (2018), сериал.
- Композитор (2018)(Казахстан,Китай).реж. С.Курманбеков, Ш.Якуб (роль Каламкас)[5]

## Награды
- 2006 — Лауреат Премии Союза Молодежи «Серпер» (бывшая Премия ВЛКСМ).
- 2006 — Независимая премия «Керемет» клуба меценатов города Астаны в номинации «Актриса Года»[6]
- 2011 — Заслуженный деятель Казахстана[1].
- 2016 — Приз за лучшую женскую роль в международном кинофестивале «Евразийский мост» за роль в фильме «Дорога к матери» (каз."Анаға апарар жол")[7][8][9]
- 2016 — Премия «Тулпар» на XII МКФ «Евразия» в номинации «Лучшая женская роль» за роль в фильме «Дорога к матери»[10]
- 2016 — Государственная стипендия Первого Президента Республики Казахстан — Лидера Нации в области культуры.[11][12]
- 2017 — Приз за лучшую женскую роль в международном Нью-Йоркском Евразийском кинофестивале евразийского кино за роль в фильме «Дорога к матери» (каз. «Анаға апарар жол»)[13][14]
- 2018 — Медаль «20 лет Астане»
- 2018 — Лауреат Государственной премии Республики Казахстана в области литературы и искусства за полнометражный художественный фильм «Анаға апарар жол»[15]
- 2024 (16 октября) — Указом президента РК награждена орденом «Курмет»;

## Семья
- Отец — Бауыржан Ногербек (1948—2017[16][17][18][19][20][21]), казахский киновед, историк и теоретик кино, кинокритик, педагог. Профессор искусствоведения. Был членом комиссии по присуждению Государственной молодёжной премии «Дарын» (2006) Правительства Республики Казахстан (Секция «Театр и кино, литература, журналистика»).[22] Работал в КазНУИ[23] по приглашению Айман Мусаходжаевой.[3] Жил в городе Астана.[3]
- Мать — театровед, работала в Ауэзовском театре, живёт в Астана.[3]
- Муж — Биржан, театровед.[3]
- Дети — сын Акан (род. 2000), дочери: Баян (род. 2007)[3][4] и Мариям (род.29.08.2016) названа в честь своей героини фильма «Дорога к матери».[24]